# Pandai (Wotan Ulu Mado)
Pandai is een bestuurslaag in het regentschap Flores Timur van de provincie Oost-Nusa Tenggara, Indonesië. Pandai telt 858 inwoners (volkstelling 2010).